# Бонемерсе
Бонеме́рсе (итал. Bonemerse) — коммуна в Италии, располагается в регионе Ломбардия, подчиняется административному центру Кремона.
Население составляет 1104 человека, плотность населения составляет 221 чел./км². Занимает площадь 5 км². Почтовый индекс — 26040. Телефонный код — 0372.
В городе особо празднуется Рождество Пресвятой Богородицы. День празднования — предпоследнее воскресение перед Пепельной средой.